# Chaerephon chapini
Chaerephon chapini é uma espécie de morcego da família Molossidae. Pode ser encontrada na Namíbia, Angola, Congo, República Democrática do Congo, Zimbábue, Zâmbia, Botsuana, Quênia, Uganda, Etiópia, Sudão e Gana.